# Melaleuca densa
Melaleuca densa är en myrtenväxtart som beskrevs av Robert Brown. Melaleuca densa ingår i släktet Melaleuca och familjen myrtenväxter. Inga underarter finns listade i Catalogue of Life.